# Creagrutus xiphos
Creagrutus xiphos es una especie de pez de la familia Characidae en el orden de los Characiformes.

## Morfología
Los machos pueden llegar alcanzar los 2,8 cm de longitud total.

## Hábitat
Vive en zonas de clima tropical.

## Distribución geográfica
Se encuentran en Sudamérica: río Mato ( cuenca del río Caura en la cuenca del río Orinoco ).